# USS Smith Thompson (DD-212)
Za druga plovila z istim imenom glejte USS Smith Thompson.
USS Smith Thompson (DD-212) je bil rušilec razreda Clemson v sestavi Vojne mornarice Združenih držav Amerike.
Rušilec je bil poimenovan po sekretarju za vojno mornarico Smithu Thompsonu.